# Кръгоплетни тигрови паяци
Argiope е род паяци от семейство Araneidae. Включва сравнително едри видове, много от които с ярко оцветено коремче. Родът включва 80 вида от цял свят, в Европа се срещат 3 вида, два от които и в България.

## Видове и разпространение
Описани са 80 вида паяци от род Argiope от целия свят. Повечето видове са от тропиците и субтропиците.

### Европа
В Европа се срещат следните 3 вида, от които два и в България:
- Argiope bruennichi (Scopoli, 1772) – Тигров паяк
- Argiope lobata (Pallas, 1772)
- Argiope trifasciata (Forskal, 1775)

Още един вид е описан от Португалия през 1920 г. – Argiope acuminata Franganillo, 1920, но оттогава не е намиран и видът се счита невалиден и е синонимизиран с Argiope bruennichi.

## Размножаване
Мъжките индивиди са много по-малки от женските и със скромна окраска. Когато дойде размножителния период, мъжкият изплита паяжина до тази на женската. След оплождането женската снася между 400 и 1400 яйца, които полага в яйчна торбичка в паяжината. Яйцата се излюпват наесен, но малките остават в торбичката, която им осигурява защита, до пролетта.

## Хранене
Argiope се хранят с насекоми и могат да уловят и изядат плячка два пъти по-голяма от тях.

## Медицинско значение
Не са опасни за човека, макар че може да ухапят при самозащита. Отровата им не се счита за опасна за хората.

## Галерия
- A. appensa – мъжки и женски
- A. keyserlingi
- A. bruennichi
- A. aetherea в центъра на паяжината си
- A. aurantia – мъжки и женски
- A. pulchella
- ♂ A. bruennichi
- ♀ A. bruennichi
- A.lobata